# Hemlängtan
Hemlängtan (orig. Back Home) är en bok av författaren Michelle Magorian.

## Handling
12-åriga Rusty har bott i USA i fem år. Hon skickades dit när andra världskriget började. När boken börjar är hon på båten på väg tillbaka till England och sin familj. Boken handlar sedan om hur Rusty försöker anpassa sig till ett liv i ett krigshärjat England. Boken kom ut år 1985 och är den andra boken som har kommit ut av Michelle Magorian. Hennes första roman heter Godnatt, mister Tom och är den mest kända ungdomsboken hon har skrivit.